# Rondibilis celebica
Rondibilis celebica är en skalbaggsart som först beskrevs av Stefan von Breuning 1957.  Rondibilis celebica ingår i släktet Rondibilis och familjen långhorningar.
Artens utbredningsområde är Sulawesi. Inga underarter finns listade i Catalogue of Life.